# Pedro Peña
Pour les articles homonymes, voir Peña.
Pedro Peña est un acteur espagnol de théâtre et de télévision, né le 14 décembre 1925 à Tordehumos (Valladolid) et mort le 2 octobre 2014  à Madrid.
Premier acteur de la compagnie de Lina Morgan, une compagnie théâtrale, il a aussi participé à plus de 60 programmes de télévision, dont la série Médico de familia. Il joue le rôle d'Antonio dans la série Un, dos, tres.